# Euclida
Euclida (Sparta, ... – Sparta, 222 a.C.) fu re di Sparta dal 227 al 222 a.C..

## Biografia
Euclida fu l'unico re della dinastia Agiade ad essere annoverato tra gli Euripontidi, perché nominato re nel 227 a.C. dal fratello Cleomene III in seguito all'assassinio dell'ultimo discendente diretto dell'altra famiglia reale, Archidamo V, secondo alcune fonti citate da Plutarco fatto uccidere col consenso dello stesso Cleomene.
Euclida morì nel 222 a.C. durante la battaglia di Sellasia, combattuta da Sparta contro una coalizione formata dalla Lega achea e l'esercito macedone. Plutarco, che a sua volta cita Filarco, racconta che Euclida, alla guida di un'ala dell'esercito lacedemone, fu sopraffatto da un agguato delle truppe degli Illiri e degli Acarniani, che avevano circondato di nascosto i soldati guidati dal re.
Cleomene, nell'occasione, era stato ingannato dal traditore Damotele, capo della polizia segreta, che l'aveva rassicurato al riguardo della posizione degli Illiri e dei Damoteli, e non poté che assistere impotente alla disfatta dell'ala comandata dal fratello, che avrebbe poi portato alla sconfitta completa degli Spartani e, di conseguenza, alla temporanea soppressione della diarchia e all'instaurazione della repubblica.
Secondo la testimonianza di Plutarco, Cleomene, vedendo le truppe del fratello sopraffatte dai nemici, esclamò:
(Plutarco, Vita di Cleomene, 28,4, in: Vite Parallele, volume terzo (traduzione di Carlo Carena), Mondadori 1981)